# Alt-Dillingen

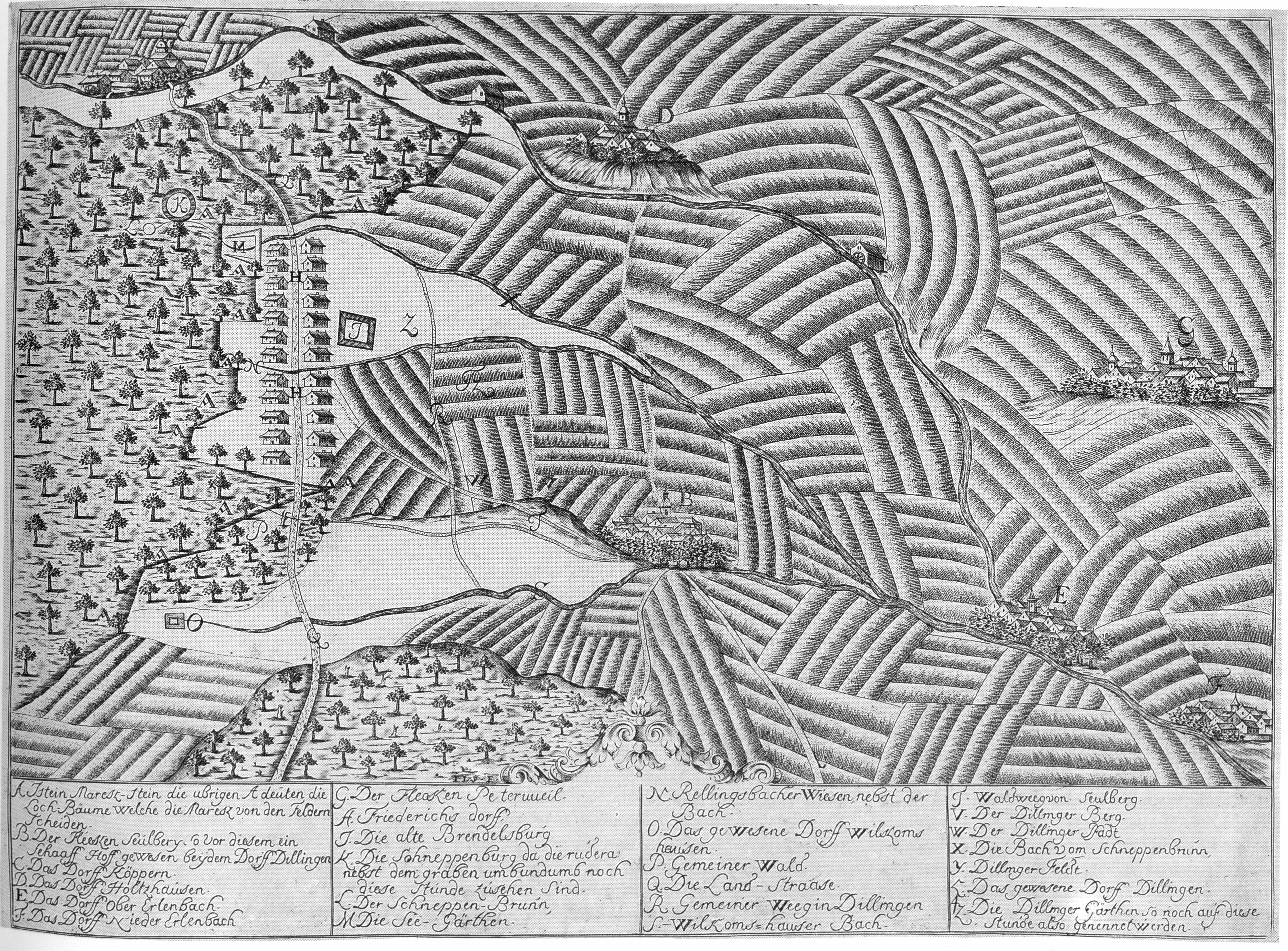
Flurkarte von 1715, das zu diesem Zeitpunkt bereits wüst gefallene Dillingen ist mit dem Buchstaben „Z“ („das gewesene Dorf Dillingen“) markiert, daneben mit „J“ „die alte Brendelsburg“

Alt-Dillingen ist eine Wüstung im Vordertaunus im Stadtgebiet von Friedrichsdorf. Gemäß LAGIS befand sich die Siedlung nordwestlich des Ortskerns von Seulberg und südlich des heutigen Bahnhofs Friedrichsdorf. Eine Flurkarte von 1715 verzeichnet in diesem Bereich dagegen das Dillinger Feld und den Dillinger Pfad in diese Gegend, während der Ort von Seulberg aus gesehen jenseits des Rehlingsbachs eingezeichnet ist und nördlich des heutigen Bahnhofs Friedrichsdorf im Gleisbereich gelegen hätte.
Im Jahr 1192 wird ein Ort Dillunge urkundlich, als ein Friedrich von Dillingen einen Vertrag bezeugte, mit dem Gottfried von Eppstein Burgrechte kaufte. Ab 1229 folgten Erwähnungen als Tullingen, Dollingen und Dullingen. Ab 1531 wurde Dillingen verwendet. Im 16. Jahrhundert wurde Dillingen mit den Worten „in Devastation“ als Wüstung bezeichnet.
Im Jahr 1804 wurde die nordwestlich von Friedrichsdorf gelegene Neugründung Dillingen nach dem untergegangenen Ort benannt. Heute noch erinnern die Flurnamen Dillinger Berg, Dillinger Feld, Dillinger Lach, Dillinger See, Dillinger Pfad und Dillinger Weg an die Wüstung.
Die abgegangene Burg Brendelburg befand sich direkt neben dem Ort und verfiel etwa zur gleichen Zeit.